# 艾伦·麦金太尔
艾伦·麦金太尔（英語：Alan McIntyre，1949年9月20日—），新西兰男子曲棍球运动员。他曾代表新西兰国家队参加1968年和1976年夏季奥林匹克运动会曲棍球比赛，其中1976年奥运会获得一枚金牌。